# Chrysapace jacobsoni

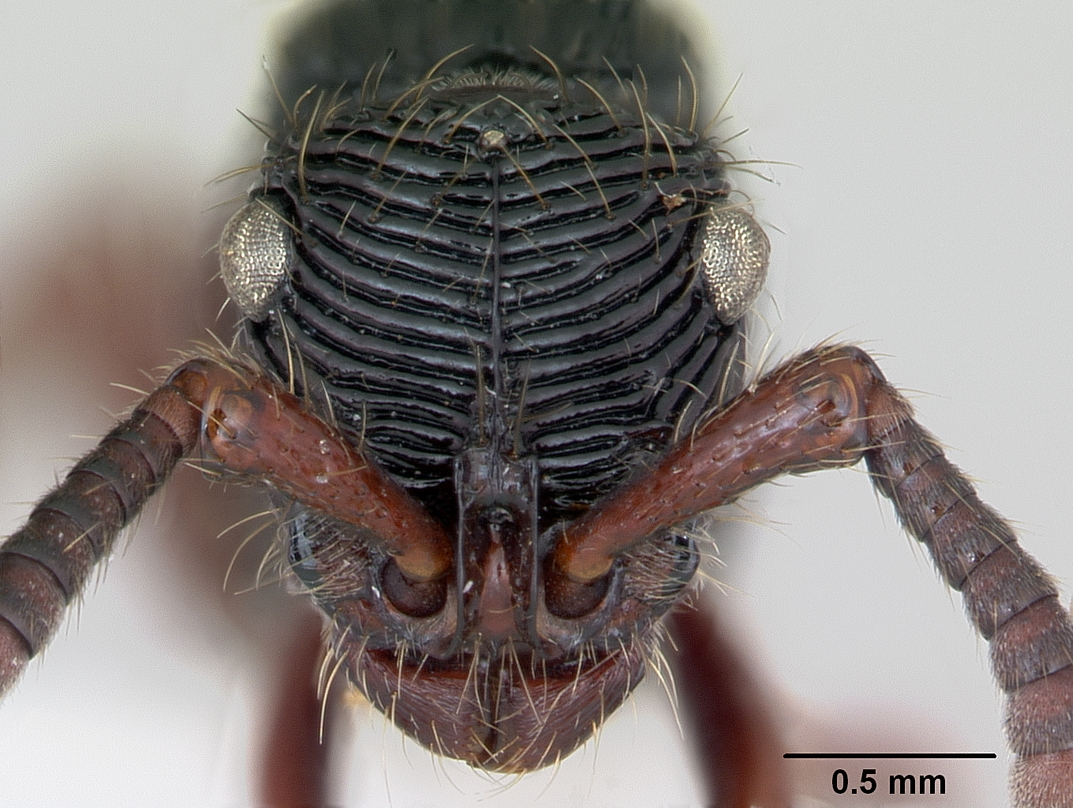
Голова муравья

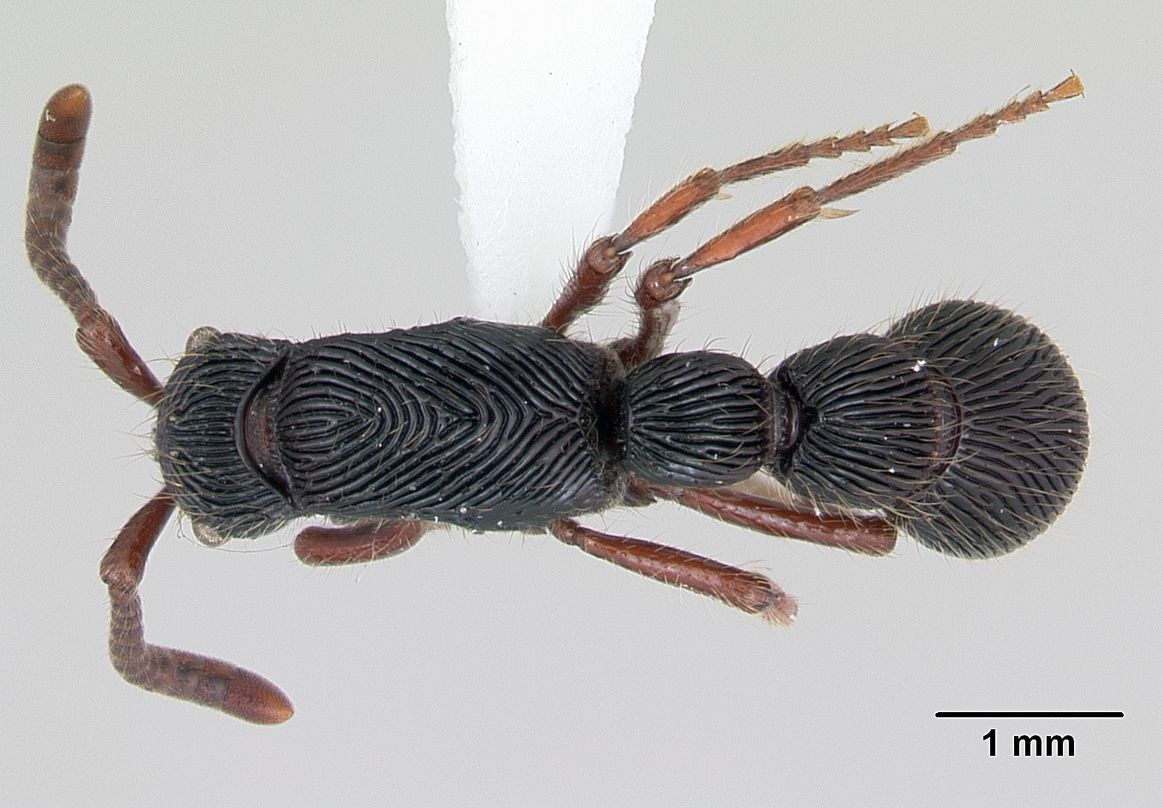
Вид сверху,

Chrysapace jacobsoni (лат.) — вид муравьёв рода Chrysapace из подсемейства Dorylinae.

## Распространение
Юго-Восточная Азия: остров Суматра (Индонезия).

## Описание
Мелкие муравьи (длина тела около 6 мм) чёрного цвета (ноги и усики светлее), мономорфные, с глубоко бороздчатой скульптурой всего головы, груди и стебелька и открытыми усиковыми впадинами. Голова с поперечными бороздками, брюшко бороздчатое (у близкого вида Cerapachys costatus брюшко пунктированное, матовое).
Стебелёк двухчлениковый. Усики рабочих и самок 12-члениковые (у самцов 13). Оцеллии у рабочих развиты, сложные глаза крупные, выпуклые (более 20 фасеток). Нижнечелюстные щупики рабочих 5-члениковые, нижнегубные щупики состоят из 3 сегментов. Средние и задние голени с двумя гребенчатыми шпорами. Претарзальные коготки с зубцом. Биология неизвестна.

## Систематика
Вид Chrysapace jacobsoni был впервые описан в 1924 году по материалам с острова Суматра (Индонезия) и назван в честь натуралиста Эдварда Джекобсона (Edward Jacobson), помогавшего в работе и выполнившего некоторые наблюдения по биологии муравьёв Суматры.
В дальнейшем Chrysapace jacobsoni входил в состав рода Cerapachys под названием Cerapachys crawleyi Wheeler, W.M. 1924, которое он получил из-за омонимии с ранее описанным там видом Cerapachys jacobsoni Forel, 1912 (Brown, 1975; Bolton 2003).
В 2016 году снова включён в состав рода Chrysapace, восстановленного в самостоятельном родовом статусе в ходе ревизии всех кочевых муравьёв, проведённой американским мирмекологом Мареком Боровицем (Marek L. Borowiec, Department of Entomology and Nematology, Калифорнийский университет в Дейвисе, Дейвис, штат Калифорния, США). Первоначально входил в состав подсемейства Cerapachyinae. В 2014 году было предложено (Brady et al.) включить его и все дориломорфные роды и подсемейства в состав расширенного подсемейства Dorylinae.